# Герб Оболонського району
Герб Оболонського райо́ну — офіційний символ Оболонського району міста Києва.
Герб району затверджено Мінською районною радою міста Києва 29 лютого 2000 року. Після адміністративної реформи у Києві та зміни назви району на стрічці було подано нову назву.

## Опис
Герб: у синьому полі золотий арочний мурований міст над відділеною лілієподібно срібною основою, над мостом — срібна фігура Архістратига Михайла із золотим німбом, мечем і хрестом. Щит увінчано срібною міською мурованою короною. Щит накладено на золотий декоративний картуш, в нижній частині якого — фігурна синя стрічка зі срібним написом « Оболонський район м. Києва».
Як малий герба використовується тільки гербовий щит.

## Трактування
В основу герба Оболонського району покладено деякі факти історії і ознаки сучасності цієї місцевості. За обов'язковими правилами побудови гербів, він має подаватись у щиті.
Основа щита герба Оболонського району розкриває давню назву основної частини району — Оболоні. Слово «оболонь», «болоння» означає низький берег річки, що заливається весняними паводками. Специфічна форма підніжжя щита відображає річкову рослинність, затоплену весняними водами. Використання частин геральдичної лілеї мотивується давнім походженням цього знака, безпосередньо пов'язаного з Києвом. За легендою, французька геральдична лілея з'явилась у Франції після одруження княжни Ганни Ярославни з французьким королем і геральдична лілея є трансформованою версією Тризуба Рюриковичів.
Фігура покровителя міста Архістратига Михайла символізує належність району до столиці України — міста Києва та одночасно відображає історичні відомості про відбиття киянами та князівською дружиною в ХІ ст. навали кочівників на території Оболоні. Тобто Архістратиг є ще й втіленням ідеї перемоги над ворожими силами і божественного покровительства місту та його мешканцям.
Символ золотого мосту є одночасно і відображенням реалій сьогодення — наявності на території району найбільшого в Києві Північного мосту, — і символом того, що Оболонський район з'єднує дві частини міста, розділені Дніпром, лівий і правий береги єдиного Києва.
Міська корона є обов'язковою приналежністю муніципальної геральдики. Згідно з традиціями самоврядування, район є «містом у місті», тому щит великого герба Оболонського району Києва вінчає міська корона.
При створенні герба застосовуються метали (в тому числі золото і срібло) та барви (червона, синя, зелена, чорна, а також зрідка — пурпурова).